# Стеблинський Сергій Васильович
Сергій Васильович Стеблинський (27 липня 1919 — 22 грудня 2004) — Герой Радянського Союзу (1944), у роки німецько-радянської війни молодший офіцер-артилерист, по закінченню війни став військовим льотчиком ВПС СРСР.

## Біографія
Народився 27 липня 1919 в слободі Нальчик (зараз місто і столиця Кабардино-Балкарської республіки, Росія) у родині службовця. Росіянин. Закінчив три курси Московського хіміко-технологічного інституту.
З 1941 року у Червоній Армії. Закінчив артилерійські курси молодших лейтенантів в 1942 році.
З серпня 1942 року на фронтах німецько-радянської війни. Командир батареї 53-го гвардійського артилерійського полку (25-а гвардійська стрілецька дивізія, 6-а армія, Південно-Західний фронт).
26 вересня 1943 року командир батареї гвардії лейтенант Стеблинський з передовими загонами на ділянці дивізії у числі перших форсував Дніпро південніше Дніпропетровська, захопив плацдарм, відбив декілька контратак противника, забезпечуючи переправу іншим підрозділам.
22 лютого 1944 року гвардії лейтенанту Стеблинському Сергію Васильовичу присвоєно звання Героя Радянського Союзу з врученням ордена Леніна і медалі «Золота Зірка» (№2504).
У 1945 році закінчив Новосибірську військову авіаційну школу.
В 1957 році закінчив Військово-політичну академію імені В.І.Леніна.
З 1973 року полковник C.В.Стеблинский в запасі. Жив у місті Нальчик. Помер 22 грудня 2004 року.